# Ageha Ike
Ageha Ike (von japanisch 揚羽池 ‚Schwalbenschwanzsee‘) ist ein See an der Prinz-Harald-Küste des ostantarktischen Königin-Maud-Lands. Er liegt östlich des Funazoko Ike auf der Halbinsel Skarvsnes am Ostufer der Lützow-Holm-Bucht. 
Japanische Wissenschaftler benannten ihn 2012 deskriptiv in Anlehnung an Form seiner Uferlinie, die entfernt an einen Schwalbenschwanz erinnert.